# Jerry Dias
Jerry Dias (né en [Quand ?]) est un syndicaliste canadien. Depuis le 31 août 2013, il est le président fondateur du syndicat canadien Unifor issu de la fusion des syndicats SCEP et TCA.